# كوينتوس سيرتوريوس
كوينتوس سيرتوريوس (باللاتينية: Quintus Sertorius) (126 - 73 ق.م) جنرال ورجل دولة روماني قاد تمرد واسع النطاق ضد مجلس الشيوخ الروماني في شُبه الجزيرة الأيبيرية عُرف بالحرب السرتورية. كان عضوًا بارزًا في الفصيل الشعبوي لـ«غايوس ماريوس» و«لوكيوس سينا». خلال السنوات الأخيرة من الحرب الأهلية 83-81 ق.م، إرسل لاستعادة شُبه الجزيرة الأيبيرية. عندما خسر فصيله الحرب، تم حَظره من قبل الديكتاتور «سولا». بدعم من غالبية القبائل الأيبيرية، استخدم «سرتوريوس» حرب العصابات بمهارة لهزيمة القادة الذين أرسلتهم روما لإخضاعه مرارًا وتكرارًا. لم يتعرض قطْ للهزيمة بشكل حاسم في ساحة المعركة وظل شوكة في جانب مجلس الشيوخ حتى أغتياله على يد رجاله عام 73 ق.م.
كرس كاتب السيرة الإغريقي الشهير «بلوتارخ» في كتابه "حيوات موازية" حياة لـ«سرتوريوس». فيها يُقارنه مع «يومينس». مثل «يومينس»، تعرض «سيرتوريوس» للخيانة من قبل رجاله.

## الحياة
ولد «سرتوريوس» في نورتشا (بلدة حصل سُكانها على الجنسية الرومانية عام 268 ق.م) في إقليم سابين حوالي 126 ق.م. [5] [6] كانت عائلة «سرتوريوس» من الأرستقراطيين الصغار، ما يُعرف بـ"إيكيتس" (يُطلق عليهم عادةً "الفرسان" باللغة الإنجليزية)، وهم الفئة التي تقع أسفل طبقة مجلس الشيوخ مباشرةً. توفي والده قبل أن يبلغ سن الرشد، وركزت والدته كل طاقاتها على تربية ابنها الوحيد. لقد حرصت على حصوله على أفضل تعليم مُمكن لشاب من وضعه. في المقابل، وفقًا لـ«بلوتارخ»، أصبح مولعًا جدًا بوالدته. مثل العديد من شباب، انتقل «سرتوريوس» إلى روما في مُنتصف سن المراهقة إلى أواخره ليُصبح قاضيًا أوخطيبًا.
لقد ترك انطباعًا كافيًا على الشاب «شيشرون» ليستحق ذكر خاص في أطروحة لاحقة له:
| ” | من بين جميع الخُطباء الأميين والفظة الذين عرفتهُم - وربما أضيف أيضًا "غليظ وريفي تمامًا" - كان سيرتوريوس أكثرهُم شدة وأستعدادًا ... | “ |

بعد مسيرته المهنية غير الأمعة في روما كقاضي وخطيب، التحق بالجيش. كانت حملته المُسجلة الأولى تحت قيادة «كوينتوس سيرفيليوس كايبيو» وانتهت في معركة أراوسيو عام 105 ق.م، حيث أظهر شجاعة غير عادية. خدم تحت قيادة «غايوس ماريوس»، نجح «سيرتوريوس» في التجسس على القبائل الجرمانية المتجولة التي هزمت جيش «كايبيو». بعد هذا النجاح، حارب بشكل شبه مؤكد في معركة أكوي سيكستيا العظيمة في عام 102 ق.م والتي هُزِم فيها التوتونيون والأمبرونيون. من المُحتمل أنه حارب أيضًا في معركة فرشلة في 101 ق.م، حيث هُزم الكيمبريون بشكل حاسم، مُنهياً الغزو الجرماني. بعد سنوات قليلة من حرب الكيمبريان، فقد راعي «سيرتوريوس»، «غايوس ماريوس» الدعم الشعبي لوقوفه مع للديماغوجي «لوسيوس أبوليوس ساتورنينوس» واضطر هو و«سيرتوريوس» للخروج من روما لفترة من الوقت. سافر «سيرتوريوس» إلى هيسبانيا أوليتير وخدم حاكمها، «تيتوس ديديوس»، كمنبر عسكري. تميز بإخماد تمرد في كاستولو وما حولها نال على أثرهِ تاج العُشب (أعلى وأندر الأوسمة العسكرية في الجمهورية الرومانية وأوائل الإمبراطورية الرومانية).

## المسيرة العسكرية

### الحرب الاجتماعية وحرب سولا الأهلية
في عام 91 ق.م، تم انتخابه لمنصب كويستور وخدم في غاليا كيسالبينا، حيث كان مسؤولاً عن تجنيد وتدريب الفيلق من أجل الحرب الاجتماعية. أصيب خلال الحرب بجرح كلفه إحدى عينيه. يقول «بلوتارخ»:
| ” | استخدم سيرتوريوس جُراحه كدعاية شخصية، فقد كان لندوب الوجه مزاياها الخاصة. كان يقول إن الرجال الآخرين لا يستطيعون دائمًا أن يحملوا معهم دليل إنجازاتهم البطولية. كونهُم في بعض الأحيان سيكون عليهُم تنحية أوسمتهُم وأكاليل الزهور ورماح الشرف الخاصة بهم. بينما بقي دليل شجاعته معه في جميع الأوقات. | “ |

عند عودته إلى روما، ترشح لمنبر العوام، لكن «لوسيوس كورنيليوس سولا» أحبط جهوده (لأسباب غير معروفة، ولكن ربما لأنه كان من عُملاء «ماريوس»، وكان «سولا» و«ماريوس» على خلاف)، مما تسبب في معارضة «سيرتوريوس» لـ«سولا». ومع ذلك، نجح «سيرتوريوس» في أن يصبح عضوًا في مجلس الشيوخ بسبب قوة منصبه السابق.
في عام 88 ق.م، بعد تهميشه من قبل خصومه السياسيين، سار «سولا» بجحافله في روما واستولى على العاصمة. انتقم من أعدائه وأجبر «ماريوس» على المنفى، ثم غادر «سولا» إيطاليا ليقاتل في الحرب الميثراداتية الأولى ضد «ميثريداتس السادس» من مملكة البُنطس. بعد رحيل «سولا»، اندلع العنف بين الأوبتيميتس، بقيادة القنصل «غانيوس أوكتافيوس»، والببيولاريس بقيادة القنصل «لوكيوس كورنيليوس سينا». أعلن «سيرتوريوس»، كونه تابعًا سابقًا لـ«ماريوس»، عن وقوفه الى جانب «سينا» والببيولاريس. عندما تم طرد «سينا» من روما، بدأ هو و«سيرتوريوس» في تجنيد فيالق وحشد الدعم الكافي ليتمكنوا بدورهم من الزحف إلى روما. على الرغم من أنه كان لديه رأي سيء للغاية عن «ماريوس» بحلول ذلك الوقت، فقد وافق على عودته بعد أن فهم أن «ماريوس» جاء بناءً على طلب «سينا» وليس بموافقته.
| ” | أوه حقًا؟ لقد ظننت أن ماريوس قد قرر بنفسه المجيء إلى إيطاليا، ولذا كنت أحاول أن أقرر ما هي الفائدة التي سيفعلها. لكن اتضح أنه لا يوجد شيء للمُناقشة. نظرًا لأنك قمت بدعوته بعد كل شيء، فعليك أن تستقبله وتستعمله. ليس هناك شك في ذلك. | “ |

في أكتوبر من عام 87 ق.م، سار «سينا» إلى روما، قاد «سيرتوريوس» إحدى فرق «سينا» وخاض معركة مع قوات روما بقيادة «بومبيوس سترابو». بعد أن سلم «أوكتافيوس» روما لقوات «ماريوس» و«سينا» و«سيرتوريوس»، امتنع «سيرتوريوس» عن أسلوب الحظر الذي شارك فيه زملائه القادة. وذهب «سيرتوريوس» إلى حد توبيخ «ماريوس». بعد موت الأخير، قضى «سيرتوريوس» على جيش العبيد الخاص بـ«ماريوس» الذي كان لا يزال يُرهب روما.
غالبًا ما توصف السنوات 87-84 ق.م بأنها قُضيت "في انتِظار سُولا". توفي «ماريوس» في يناير 86 ق.م. قُتل «سينا» عام 84 ق.م على يد قواته. من المُحتمل أن «سيرتوريوس» قد أصبح بريتورًا في العام الذي ماتت فيه «سينا».
عند عودة «سولا» من الشرق عام 83 ق.م، اندلعت حرب أهلية. تم استدعاء «سيرتوريوس»، البريتور الآن، للخدمة في الجيوش. عندما سار القنصل «سكيبيو آسياتيكوس» ضد «سولا»، كان «سيرتوريوس» جزءًا من قواته. وصل «سولا» إلى كامبانيا ووجد القنصل الآخر، «غايوس نوربانوس»، قد سيطر على الطريق المؤدي إلى قبوة. في معركة جبل تيفاتا، ألحق «سولا» هزيمة ساحقة «نوربانوس»، حيث خسر «نوربانوس» ستة آلاف من رجاله مقابل سبعين من «سولا». انسحب «نوربانوس» المهزوم مع فلول جيشه إلى قبوة. تم إيقاف «سولا» في مطاردته بتقدم «سكيبيو». ومع ذلك، كان «سكيبيو » غير راغب في المُخاطرة بمعركة وبدأ المفاوضات. لم يثق «سيرتوريوس» في «سولا»، ونصح «سكيبيو» بفرض إجراء حاسم. وبدلاً من ذلك، تم إرساله إلى «نوربانوس» ليشرح له بأن هُنالك هُدنة سارية وأن المفاوضات جارية. قام «سيرتوريوس» بالالتفاف على طول طريقه واستولى على بلدة سويسا التي أنظمت إلى «سولا». عندما اشتكى «سولا» إلى «سكيبيو» من خرق الثقة هذا، أطلق «سكيبيو» سراح مجموعة من الرهائن كعلامة على حُسن النية. تسبب سلوك قائدهم هذا في فقدان قوات «سكيبيو» الثقة به. غير راغبين في خوض معركة «سولا» انشقوا. تم العثور على «سكيبيو» وابنه مُرتعدين في خيامهم وتم إحضارهم إلى «سولا»، الذي أطلق سراحهم بعد أن حصلوا على وعد بأنهم لن يقاتلوه مرة أخرى أو ينضموا إلى «غنايوس كاربو». في عام 82 ق.م، أصبح ابن «ماريوس»، «غايوس ماريوس الأصغر»، قنصلًا دون أن يشغل المناصب التي كان ينبغي أن يشغلها المرشح لمنصب القنصل، وفي سن 27 غير الدستوري. أعترض «سيرتوريوس» ولكن تم تجاهل رأيه. يُلخص «بلوتارخ» الأحداث:
| ” | قُتل سينا وخلافًا لرغبات سيرتوريوس، وخلافًا للقانون، تولى ماريوس الأصغر منصب القُنصل بينما لم ينجح رجال مثل كاربو ونوربانوس وسكيبيو في إيقاف تقدم سولا إلى روما، لذلك تدمرت قضية ماريوس وضاعت؛ لعب الجبن والضعف من قبل الجنرالات دوره، أما الخيانة فكانت هي الأخرى، ولم يكن هناك سبب يدعو سرتوريوس للبقاء ليشاهد الأمور تسير من سيئ إلى أسوأ من خلال الحكم الأدنى من الرجال ذوي اليد العُليا. | “ |

### سيرتوريوس حاكمُا على هسبانيا

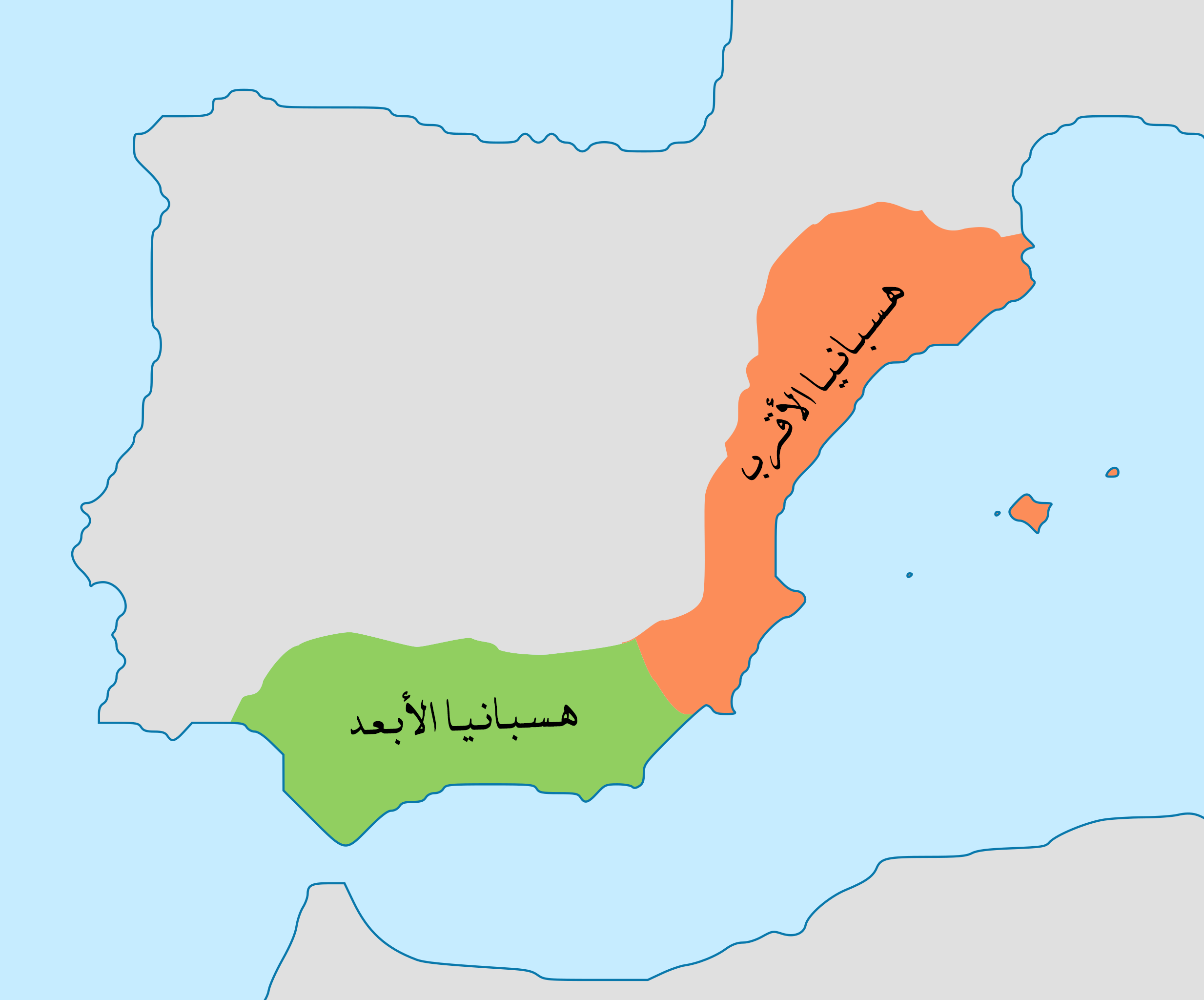
المُقاطعات الرومانية هسبانيا الأقرب (سيتيريور) والأبعد (أوليتير) في زمن «سيرتوريوس».

بعد الخلاف مع القيادة الجديدة للببيولاريس، إرسل «سيرتوريوس» إلى هسبانيا كحاكم بديل، ليُمثل فصيل «ماريوس» و«سينا» وقضيتهم في شُبه الجزيرة اللإيبيرية. عندما سار «سيرتوريوس» عبر سلسلة جبال البرانس، واجه طقسًا قاسيًا وقبيلة جبلية طالبت بجزية للسماح له بالمرور. ادعى رفاقه بسخط أن ذلك كان أمرًا شائنًا؛ لكن بينما اعتبروا الاستسلام للابتزاز أمرًا مخزًا، دفع «سيرتوريوس» ببساطة للقبيلة وعلق بأنه كان يشتري لنفسه الوقت، وأنه إذا كان لدى الرجُل الكثير ليفعله، فلا شيء أغلى من الوقت. لم يعترف حاكم المقاطعتين الأسبانيتين، هسبانيا الأقرب (سيتيريور) والأبعد (أوليتير)، «جايوس فاليريوس فلاكوس» بسُلطته، لكن «سيرتوريوس» كان لديه جيش جرار يسنُد بهِ ظهره واستخدمه لتولي زمام الأمور. ثم أقنع زعماء القبائل المحليين بقبوله كحاكم جديد وربط نفسه بعموم السكان من خلال خفض الضرائب. بعد السيطرة على كلا المُقاطعتين، سعى «سيرتوريوس» لأحكام السيطرة عليهما عن طريق إرسال جيش، بقيادة «يوليوس ساليناتور»، لتحصين ممر جبال البرانس؛ ومع ذلك، اخترقت قوات «سولا»، بقيادة «جايوس أنيوس لوسكوس»، بعد اغتيال «ساليناتور» على يد «كالبورنيوس لاناريوس»، الذي انشق إلى جانب «سولا».
غير قادر على إقناع القبائل الإسبانية بالقتال من أجله، فاق عدد «سيرتوريوس» عددًا خطيرًا وقرر التخلي عن مقاطعاته. فر مع 3000 من أكثر أتباعه ولاءً إلى موريتانيا، ولكن تم طرده من قبل السُكان المحليين الذين لم يرغبوا بالأشتراك في تمرده. ثم تعاون مع عصابة من قراصنة قيلقيا كانوا ينهبون الساحل الإسباني. هاجموا معًا واستولوا على جُزر بيتيوسيك، الواقعة في أقصى جنوب جزر البليار، والتي بدأوا في استخدامها كقاعدة.
عندما تم إبلاغ «أنيوس لوسكوس» بذلك، أرسل أسطولًا من السُفن الحربية وفيلقًا كاملًا تقريبًا طرد بهِ «سيرتوريوس» وحلفائه القراصنة من جزر البليار. انشق القراصنة وذهبوا إلى إفريقيا للمساعدة في تثبيت الطاغية «أسكاليس» على عرش طنجة. تبعهم «سيرتوريوس» إلى إفريقيا، وحشد السُكان المحليين بالقرب من طنجة، الذين كانوا غير راضين عن «أسكاليس» كونهُم رأوه دمية في يد «سولا»، وهزم رجال «أسكاليس» والقراصنة في المعركة.
بعد السيطرة على طنجة، هزم «سرتوريوس» «باتشيانوس»، أحد جنرالات «سولا»، الذي تم إرساله لوضع «أسكاليس» على العرش.
تقول الأسطورة المحلية أن آنتايوس، ابن بوسيدون وغايا، وزوج طنجة التي أطلق على طنجة اسمها، تم دفنه في موريتانيا. قام «سرتوريوس» بحفر القبر لأنه أراد أن يرى جثة آنتايوس التي قيل إنها بحجم ستين ذراعا. وفقًا لـ«بلوتارخ»، صُعق «سرتوريوس» بما رآه، وبعد تقديم الذبيحة، ملأ القبر مرة أخرى، وبعد ذلك كان من بين أولئك الذين روجوا لتقاليده وتكريمه.
أكسبه النجاح في شمال إفريقيا شهرة وإعجاب شعب هسبانيا، ولا سيما شعب لوسيتانيون المحاربون في الغرب، الذين تم اضطهادهُم من قبل الجنرالات الرومان وحكام حزب «سولا». طلب الوسيتانيون، بعد تهديدهم من قبل حاكم «سولا» مرة أخرى، من «سرتوريوس» أن يكون قائد حربهم. قرر «سرتوريوس» قبول العرض اللوسيتاني وأعد جيشه وأسطوله للعودة إلى هسبانيا.

### الحرب السرتورية

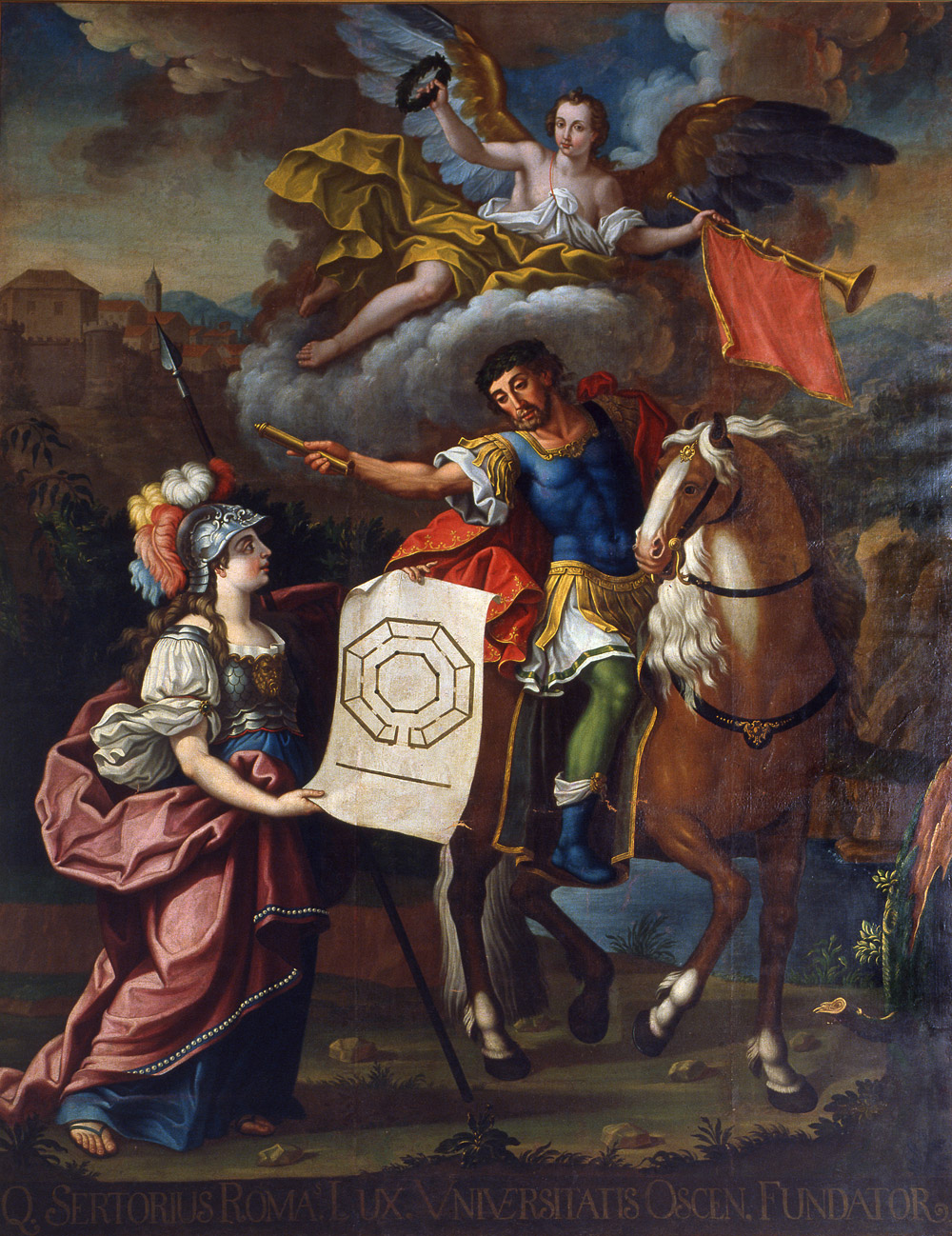
مينيرفا تُرشد «سرتوريوس» الى النصر، بريشة «خوان ميركلين» 1768.

في ليلة غير مُقمرة في عام 80 ق.م، أبحر «سرتوريوس» بقواته من طنجة عبر مضيق جبل طارق عائداً إلى هسبانيا. حاول أسطول صغير من بلدة ميلاريا الساحلية منعه، لكنه دفعهم جانبًا وهبط جيشه في بلدة صيد صغيرة بالقرب من أعمدة هرقل. بعد أن تم تعزيزه من قبل الوسيتانيون، سار على «فوفيديوس»، الحاكم الروماني المحلي، عازمًا على هزيمته لتقوية دعمه ومكانته. في معركة نهر بايتيس، حارب عند مصب نهر بايتيس، هزم «فوفيديوس» وبدأ في تعزيز سلطته في هسبانيا.
كان «سرتوريوس» شجاعًا ونبيلًا ذو بلاغة، أثار إعجاب المحاربين المحليين، الذين أنظموا الى جيشه. تحدثوا عنه على أنه "حَنبعل الجَديد" الذي يشبهه جسديًا (له عين واحدة) وفي المهارة العسكرية؛ لقد كان جنرالا غير عادي هزم جيوش أضعاف حجم قوته بصورة مُتكرر. انضم إليه العديد من اللاجئين والفارين من الرومان، ومع هؤلاء والمتطوعين والمرتزقة الأسبان والأفارقة، هزم تمامًا العديد من جنرالات «سولا» («فوفيديوس» و«دوميتيوس كالفينوس» وإلى حدٍ ما «ثوريوس ومانليوس»). في عام 77 ق.م، هزم «سرتوريوس» «كوينتوس بيوس» حاكم هسبانيا الأبعد في مقاطعته الخاصة، والذي كان قد أُعطي أمرًا قضائيًا على وجه التحديد للقضاء «سرتوريوس».
في عام 76 ق.م، بعد أن تم تعزيز «سرتوريوس» من قبل جيش المتمردين لـ«ماركوس بيربيرنار»، لجأ مجلس الشيوخ الروماني إلى تعيين «غاليونيوس بومبيوس» (لاحقًا بومبيوس الكبير) كقُنصل مؤيد لمُساعدة «بيوس» الذي كان يُقاتل بشكل بائس ضد «سرتوريوس». جند «بومبيوس» جيشًا كبيرًا من بين قدامى المحاربين لوالده و«سولا» وسار إلى هسبانيا. واثقًا من نجاحه، اشتبك مع «سيرتوريوس» في معركة لورون في شرق هسبانيا لكنه تعرض لهزيمة كبرى.
جاءت نقطة التحول في 75 ق.م عندما بدأ «بومبيوس» و«بيوس» في تحقيق الانتصارات ضد جنرالات «سرتوريوس». هزم «بومبيوس» مفوضي «سيرتوريوس» «بيربيرنا» و«هيرينيوس» في معركة فالنتيا، وهزم «بيوس» «هيرتوليوس» في معركة إيتاليكا. ثم دُمر «سرتوريوس» جيشه في معركة سوكرو،  ومعركة ساغونتوم، مما أجبره على اتخاذ موقف دفاعي. ومنذ ذلك الحين، امتنع «سرتوريوس» عن خوض المعارك وعاد إلى حرب العصابات. على الرغم من حصول «بومبيوس» و«بيوس» على المُبادرة، إلا أن الحرب لم تنته بعد. لا يزال «سرتوريوس» يتمتع بدعم القبائل المحلية وما زال محاربوهم يتدفقون الى قضيته.
يدين «سرتوريوس» لبعض من نجاحه لقدرته المذهلة كرجل دولة. كان هدفه هو بناء حكومة مُستقرة في هسبانيا بموافقة وتعاون الشعب، كان يرغب في بنائهم على غرار النموذج الروماني. قام بتأسيس مجلس شيوخ مكون من 300 عضو، من المهاجرين الرومان (ربما شمل أيضًا بعضًا من الأرستقراطيين في هسبانيا) واحتفظ بحارس شخصي من أصل هسباني. قام ببناء مدرسة في وَشْقَة، حيث تلقى الأطفال تعليمًا رومانيًا وحتى تبنوا ملابس الشباب الروماني وتعليمهم. في وقت مُتأخر من حملاته، نشأ تمرد للسكان الأصليين وقتل «سرتوريوس» العديد من الأطفال الذين أرسلهم إلى المدرسة في وَشْقَة، وباع كثيرين آخرين كعبيد.

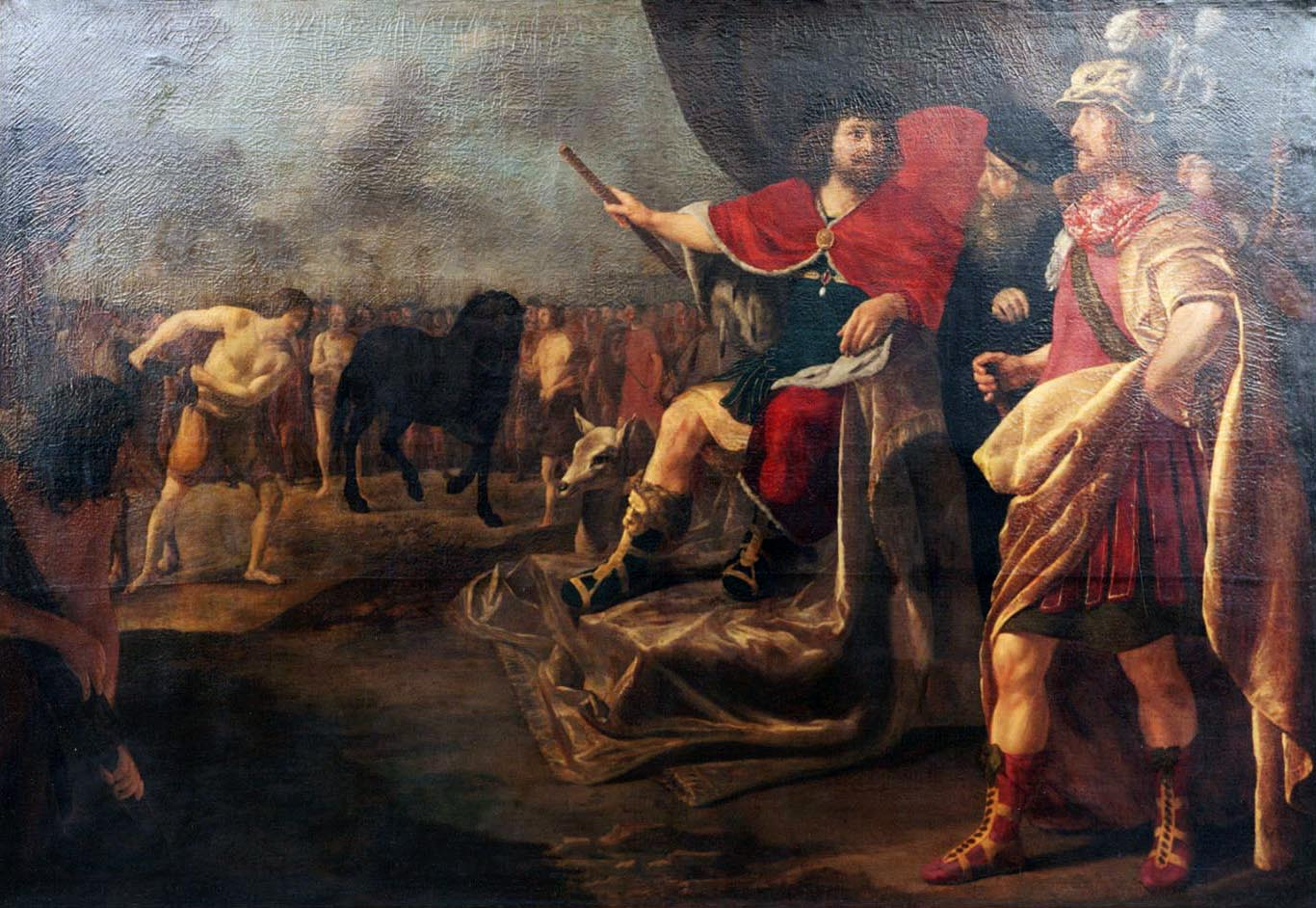
«سرتوريوس» وذيل الحصان، بريشة «جيرارد فان كويجل» 1638. يُوضح الرسم المثال الذي أعطاه «سرتوريوس» لأتباعه، بنفس الطريقة يُمكن اقتطاف ذيل الحصان شعرة شعرة ولكن لا يتم اقتلاعه دفعة واحدة، لذا يُمكن للقوات الأصغر هزيمة الجيوش الرومانية.

على الرغم من أنه كان صارمًا وحادًا مع جنوده، إلا أنه كان مُراعًا بشكل خاص لعامة الناس، وجعل أعبائهم خفيفة قدر الإمكان. يبدو واضحًا أنه كان لديه موهبة خاصة لإثارة حماسة القبائل المحلية، ويمكننا أن نفهم كيف استطاع استخدام الظَبْي الأبيض الشهير، والذي كان هدية من أحد السكان المحليين كان من المُفترض أن ينقل إليه نصيحة من الإلهة ديانا.
صادف «سبانوس»، أحد عامة الناس الذين عاشوا في البلاد، ظَبْية تُحاول الهروب من الصيادين. هربت الظَبْية أسرع مما يستطيع أن يلاحقها «سبانوس»، لكن الحيوان كا قد وَلد حديثًا. لقد صُدم «سبانوس» بلون غير عادي للظَبْية، الذي كان أبيض بلون الثلج. تابعها وأمسك بها. كما حدث، كان «سرتوريوس» في المنطقة، وكان معروفًا أنه يُكافأ بشدة أولئك الذين يُحضروان له الصيد. لذلك أعطى «سبانوس» الظَبْية إلى «سرتوريوس»، الذي شعر في ذلك الوقت بالمتعة المُعتادة لمن يتلقى مثل هذه الهدية. بعد فترة، أصبح الحيوان مروضًا ومدربًا جيدًا لدرجة أنه يأتي عندما يُطلب، وتبعه في مسيرته دون الاهتمام بالحشود وصخب الحياة في المخيم. في النهاية خطر لـ«سرتوريوس» أن البرابرة يُصدقون بسهولة في الخرافات، لذلك بدأ في إعطاء أهمية دينية للظَبْية. أعلن أن الظَبْية قد أرسل من قبل الإلهة ديانا، وادعى رسميًا أنها كشفت له من خلال الظَبْية معلومات خفية. لقد ساعد في ترسيخ هذه الفكرة من خلال الحيل المُختلفة. إذا سمع بغارة للعدو على أراضيه، أو محاولة لتغيير مدينة من ولائها له، كان يدعي أن الظَبْي أخبره بذلك في المنام، ويطلب من رجاله الاستعداد. أو عندما يرسل إليه قادته رسائل النصر، كان يخفي الرسول ويخرج الظَبْي الأبيض مرتديًا أكاليل الاحتفال. كان يضحّي للآلهة ويطلب من رجاله الاحتفال لأنهم سيسمعون قريبًا شيئًا جيدًا قد حدث. بهذه الحيل أقنع شعبه أنهم ليسوا بحكمة بعض الأجانب غير المُعصومين من الخطأ، بل بالقوة الإلهية. لذلك أصبح الناس قابلين للتتبع وأصبحوا أكثر استعدادًا لمساعدته في خُططه، وبالتالي أدى النمو غير العادي لقوة «سرتوريوس» إلى تعزيز هذا الاعتقاد.
حكمَ «سرتوريوس» هيسبانيا ست سنوات. في عام 76 ق.م، انضم إليه «ماركوس بيربينا فينتو» - بإصرار من القوات التي جلبها معه - مع أتباع من الأرستقراطيين الرومان وجيش كبير على الطراز الروماني من ثلاثة وخمسين كتيبة. في نفس العام، تم إرسال «غاليونيوس بومبيوس» (لاحقًا بومبيوس الكبير) كقُنصل مؤيد لمُساعدة «بيوس» على استعادة هسبانبا وسحق تمرد «سرتوريوس». أطلق «سرتوريوس» على «بومبيوس» باحتقار لقب "الجرو الصغير" و«بيوس» "المرأة العجوز" أثبت «سرتوريوس» أنه أكثر من مجرد ند لخصومه. بعد معركة لورون، التي تفوق فيها على «بومبيوس» وقتل جزءًا من جيشه، قام بتدمير المدينة (ليُثبت بأن «بومبيوس» و«بيوس» غير قادرين على حماية حُلفائهم). في عام 75 ق.م، عاد «بومبيوس» و«بيوس»، وهزم «بومبيوس» جنرالات «سيرتوريوس» «هيرنيوس» و«بيربينا» في معركة فالنتيا وتمكن «بيوس» من سحق جيش سيرتوري آخر عندما هزم «هيرتوليوس» في معركة إيطاليا. رد «سيرتوريوس» بالسير ضد «بومبيوس» وكاد يقبض عليه في معركة سوكرو، عندما قرر «بومبيوس» محاربته دون انتظار «بيوس». بعد هذه المعارك، تعرض «سيرتوريوس» للهزيمة بشكل غير حاسم في معركة ساغونتوم واضطر للعودة إلى حرب العصابات مرة أخرى. كتب «بومبيوس» إلى روما للحصول على التعزيزات، والتي بدونها، كما قال، سيتم طرده هو و«بيوس» من هسبانيا. مع هذه التعزيزات، كسب «بومبيوس» و«بيوس» اليد العليا، وطحنون عدوهم بحرب الاستنزاف، وأستولون على معقل تلو الآخر. على الرغم من أن «سيرتوريوس» كان لا يزال قادرًا على تحقيق بعض الانتصارات، إلا أنه كان يخسر الحرب، وكانت سُلطته على رجاله تتزحزح. فقد الكثير من فطنته وسُلطته، وانحدر إلى الإدمان على الكحول والفجور.
كان «سيرتوريوس» متحالفًا مع قراصنة قيليقيا، الذين كان لديهم قواعد وأساطيل في جميع أنحاء البحر الأبيض المتوسط، وكان يتفاوض مع «ميثريدس السادس» ملك مملكة البُنطس، وكان أيضًا على اتصال بعبيد «سبارتاكوس» المتمردين في إيطاليا. ولكن بسبب الغيرة بين كبار الضباط الرومان وبعض زعماء القبائل الأيبيرية، بدأت المؤامرة تتشكل.

## الموت

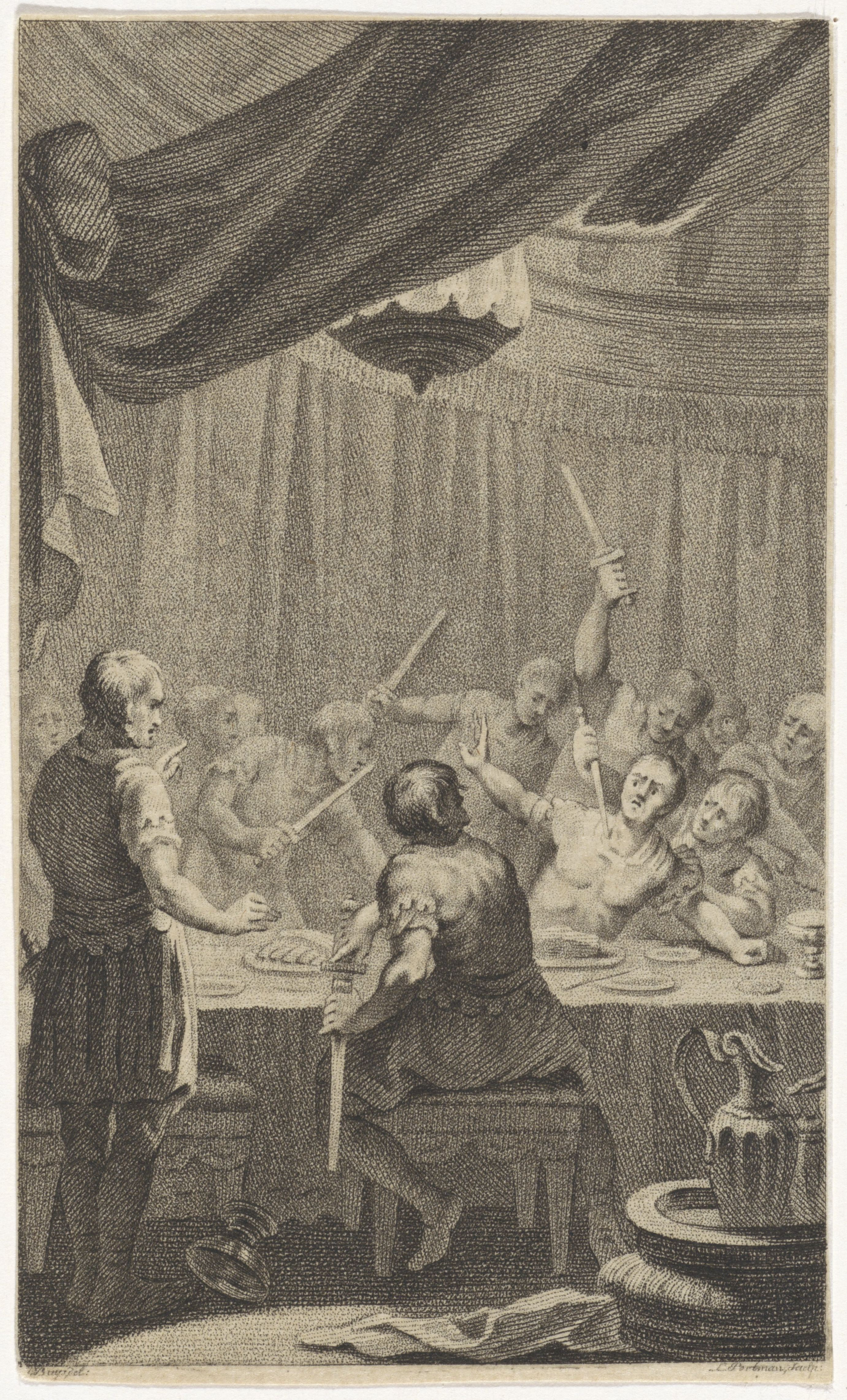
مَقتل «سرتوريوس» على يد جنوده.

في 74 و 73 ق.م، كان «بومبيوس» و«بيوس» يسحقان تمرد «سيرتوريوس» ببطء. بسبب عدم قدرتهم على إلحاق الهزيمة به في المعركة، اختاروا حرب الاستنزاف، ما نجح ضد «حنبعل» قبل قرن ونصف القرن سيؤثر الآن على «سيرتوريوس». رأى «بيوس» أن مفتاح النصر كان إزالة «سيرتوريوس»، فحول أنظاره نحو الرومان الذين لا يزالون مع «سيرتوريوس»:
| ” | أي روماني يقتُل سرتوريوس، سيحصل على مائة طالنط من الفضة وعشرين ألف فدان من الأرض. وإذا كان منفياً، فلهو الحرية للعودة إلى روما. | “ |

أصاب هذا الأمر «سيرتوريوس» بالأرتياب، وبدأ بعدم الثقة في حاشيته الرومانية. كما أنه لم يعد يثق في حرسه الشخصي الروماني، واستبدلها بحراس إسبان.
لم تكن الحرب تسير على ما يرام، لذا فإن الأرستقراطيين وأعضاء مجلس الشيوخ الرومان الذين كانوا يشكلون الطبقات العليا في منطقته أصبحوا مستائين من «سيرتوريوس». لقد شعروا بالغيرة من قوة «سيرتوريوس»، وشجع «بيربيرنا»، الذي كان يطمح إلى أخذ مكان «سيرتوريوس». قام المتآمرون بإلحاق الضرر بأسم «سيرتوريوس» من خلال أضطهاد القبائل الأيبيرية المحلية باسمه. أثار هذا السخط والثورة في القبائل، مما أدى إلى حلقة من الاضطهاد والتمرد، ولم يكن «سيرتوريوس» أكثر حكمة فيما يتعلق بمن كان يسبب مثل هذا الأذى.
دعا «بيربيرنا» وزملائه المتآمرين «سيرتوريوس» إلى وليمة للاحتفال بالنصر المُفترض. بينما في مُعظم الظروف، أي احتفال يُدعى إليها «سيرتوريوس» يُقام بأجواء مُناسبة لشخصه، كان هذا الاحتفال بالذات مُبتذلاً، وكان مُصممًا للإساءة للجنرال وإخراجه من أريكته بين الحشد حيث يمكن دفع سكين عبر ضلوعه دون صعوبة. لم يُغادر «سيرتوريوس» الأريكة، وهو يشعر بالاشمئزاز، عازمًا على تجاهلهم جميعًا. قدم هذا الأمر مُشكلة للمتآمرين لأن «سيرتوريوس»، على الرغم من أنه في أواخر مُنتصف العمر، كان يتمتع بسمعة مُستحقة كمُقاتل ماهر. غيروا تكتيكهم، وأعطى «بيربيرنا» الإشارة إلى زملائه المتآمرين، وهرعوا وطعنوا «سيرتوريوس» المطمئن حتى الموت.

### ما بعد الواقعة

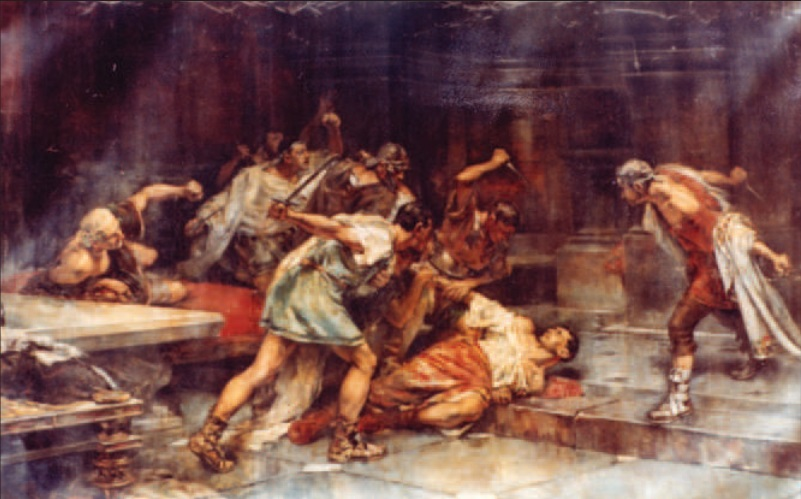
مَقتل «سرتوريوس»، بريشة «فيسنتي كوتيندا».

عند علمهُم بوفاة «سيرتوريوس»، أرسل بعض حلفائه الأيبريين سفراء إلى «بومبيوس» أو إلى «بيوس» وصنعوا السلام، وعادوا ببساطة إلى ديارهم. لجعل الأمور أسوأ بالنسبة لـ«بيربيرنا» عندما تمت قراءة وصية «سيرتوريوس»، كان قد جعل فيها «بيربيرنا» المُستفيد الرئيسي. لقد تعرض «بيربيرنا» للعار باعتباره الرجل الذي قتل قائده، الرجل الذي وفر له الملاذ، وكُشف الآن أيضًا أنه قتل راعيه الرئيسي وصديقه. والآن بعد وفاته، تذكرت فضائل «سيرتوريوس»، ونُسيت فظائعه الأخيرة.
| ” | عادة ما يكون الناس أقل غضبًا من أولئك الذين ماتوا، وعندما لم يعودوا يرونه حياً قبلهم، فإنهم يميلون إلى التفكير بحنان في فضائله. هكذا كان الأمر مع «سيرتوريوس». تحول الغضب ضده فجأة إلى عاطفة وانتفض الجنود بصخب احتجاجًا على «بيربيرنا». | “ |

انهارت جمهورية «سيرتوريوس» "الرومانية" المُستقلة في هسبانيا مع تجدد هجوم «بومبيوس» و«بيوس»، الذي سحق جيش «بيربيرنا» وقضى على المعارضة المُتبقية.
وصف العديد من المُعلقين حياة «سيرتوريوس» بأنها مأساة. وخلص الكاتب «فيليب أشبان» إلى أن:
| ” | مواهب سرتوريوس ضاعت، وفُقدت حياته، في صراع شرير لم يكن يُريده، لم يستطع الفوز، ولم يستطع الهروب. | “ |